# 漠河市
漠河市（ばくが-し）は中華人民共和国黒竜江省大興安嶺地区に位置する県級市。中国の最北端に位置する。市人民政府駐地は西林吉鎮。中国最北端の村「北極村」があることで有名。2008年には漠河古蓮空港が開港している。また中国最北端の旅客駅・嫩林線漠河駅、貨物駅・古洛線月牙湖駅がある。

## 地理
漠河広域市南部に発する額木爾河が、北流して市街区を流れ、その後東流して、広域市東部でアムール川へ右岸から流れ込む。

## 歴史

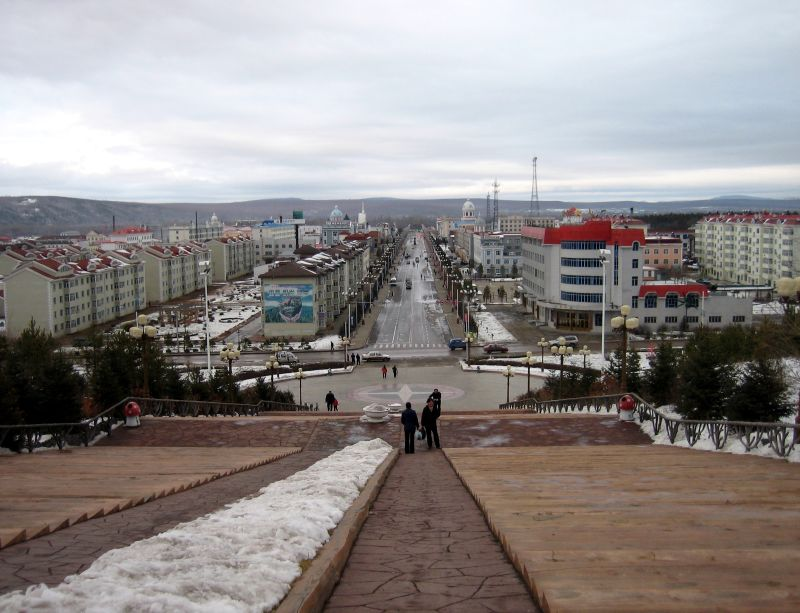
西山公園から漠河の街を見下ろす

1888年（光緒14年）、清朝により老溝において金鉱が発見されたことで人口が増加、1908年（光緒34年）8月5日、漠河直隷庁を漠河に設置することを決定したが、辺境地域であったため漸次整備とされた。1909年（宣統元年）、清朝は漠河総卡官を漠河に設置、洛古河・訥欽哈達・漠河・烏蘇里・巴爾嘎力・額木爾・開庫康・安羅卡倫を管轄した。総卡官は翌年6月7日に地方行政を統括することが定められ、璦琿兵備道に属した。
中華民国が成立すると、1914年（民国3年）5月8日、漠河設治局が新設され黒河道に属した。1917年（民国6年）1月1日、漠河県に昇格し県署は漠河街に設置、県域は2行政区に分けられ、下部に21村屯を管轄した。1929年（民国18年）2月の道制廃止に伴い黒竜江省の直轄に改められている。
1932年（大同元年）、満州国が成立すると黒竜江省の管轄とされたが、1934年（康徳元年）12月には新設された黒河省に移管されている。
1945年（民国34年）、日本の敗戦と満州国の崩壊により中華民国が施政権を回復したが、激化した国共内戦により中国共産党の解放区とされた呼瑪県は黒竜江省の管轄とされた。
1947年（民国36年）3月には漠河県は廃止となり呼瑪県に編入、黒河専区の管轄とされた。1981年5月14日、呼瑪県北部的漠河・興安の2人民公社及び大興安嶺地区所轄の阿木爾・図強・古蓮の3区を行政区域とする漠河県が再設置され、大興安嶺地区の管轄とされた。2018年2月、県級市に昇格し漠河市と改編され現在に至る。

### 気候
年平均気温は-3.9℃にしかならず、中国で最も寒い地域である。1月の平均気温は-28.2℃で、2023年1月22日には-53.0℃を記録しており、これは中国国内の最低気温記録である。7月の平均気温は18.3℃、最高気温極値は39.3℃、年間降水量は452.1mmである。
| 漠河市 (1981年 - 2010年）の気候                                                                              | 漠河市 (1981年 - 2010年）の気候 | 漠河市 (1981年 - 2010年）の気候 | 漠河市 (1981年 - 2010年）の気候 | 漠河市 (1981年 - 2010年）の気候 | 漠河市 (1981年 - 2010年）の気候 | 漠河市 (1981年 - 2010年）の気候 | 漠河市 (1981年 - 2010年）の気候 | 漠河市 (1981年 - 2010年）の気候 | 漠河市 (1981年 - 2010年）の気候 | 漠河市 (1981年 - 2010年）の気候 | 漠河市 (1981年 - 2010年）の気候 | 漠河市 (1981年 - 2010年）の気候 | 漠河市 (1981年 - 2010年）の気候 |
| 月 | 1月                             | 2月                             | 3月                             | 4月                             | 5月                             | 6月                             | 7月                             | 8月                             | 9月                             | 10月                            | 11月                            | 12月                            | 年                              |
| --- | ------------------------------- | ------------------------------- | ------------------------------- | ------------------------------- | ------------------------------- | ------------------------------- | ------------------------------- | ------------------------------- | ------------------------------- | ------------------------------- | ------------------------------- | ------------------------------- | ------------------------------- |
| 最高気温記録 °C （°F）                                                                                       | −4.6 (23.7)                     | 5.5 (41.9)                      | 16.2 (61.2)                     | 28.4 (83.1)                     | 35.1 (95.2)                     | 39.3 (102.7)                    | 38.0 (100.4)                    | 35.5 (95.9)                     | 31.7 (89.1)                     | 25.1 (77.2)                     | 10.2 (50.4)                     | −3.2 (26.2)                     | 39.3 (102.7)                    |
| 平均最高気温 °C （°F）                                                                                       | −18.4 (−1.1)                    | −11.4 (11.5)                    | −2.6 (27.3)                     | 8.5 (47.3)                      | 17.7 (63.9)                     | 24.7 (76.5)                     | 26.0 (78.8)                     | 23.9 (75)                       | 16.8 (62.2)                     | 5.4 (41.7)                      | −9.1 (15.6)                     | −19.0 (−2.2)                    | 5.2 (41.4)                      |
| 日平均気温 °C （°F）                                                                                         | −28.2 (−18.8)                   | −23.8 (−10.8)                   | −13.1 (8.4)                     | 0.5 (32.9)                      | 9.2 (48.6)                      | 15.7 (60.3)                     | 18.3 (64.9)                     | 15.2 (59.4)                     | 7.4 (45.3)                      | −2.7 (27.1)                     | −17.9 (−0.2)                    | −27.4 (−17.3)                   | −3.9 (25)                       |
| 平均最低気温 °C （°F）                                                                                       | −35.3 (−31.5)                   | −32.8 (−27)                     | −23.0 (−9.4)                    | −7.8 (18)                       | −0.3 (31.5)                     | 5.9 (42.6)                      | 10.6 (51.1)                     | 7.6 (45.7)                      | −0.2 (31.6)                     | −9.8 (14.4)                     | −24.9 (−12.8)                   | −33.6 (−28.5)                   | −12.0 (10.4)                    |
| 最低気温記録 °C （°F）                                                                                       | −53 (−63)                       | −52.3 (−62.1)                   | −42.7 (−44.9)                   | −32.6 (−26.7)                   | −13.1 (8.4)                     | −5.3 (22.5)                     | −1.4 (29.5)                     | −3.0 (26.6)                     | −12.2 (10)                      | −28.7 (−19.7)                   | −41.9 (−43.4)                   | −48.5 (−55.3)                   | −53 (−63)                       |
| 降水量 mm （inch）                                                                                           | 7.4 (0.291)                     | 4.3 (0.169)                     | 6.1 (0.24)                      | 20.2 (0.795)                    | 35.5 (1.398)                    | 71.6 (2.819)                    | 97.0 (3.819)                    | 107.1 (4.217)                   | 55.3 (2.177)                    | 25.0 (0.984)                    | 13.8 (0.543)                    | 8.8 (0.346)                     | 452.1 (17.798)                  |
| 平均降水日数 （≥0.1 mm）                                                                                     | 7.6                             | 5.7                             | 4.6                             | 7.7                             | 9.3                             | 14.9                            | 16.2                            | 16.2                            | 11.6                            | 5.6                             | 8.7                             | 9.3                             | 117.4                           |
| % 湿度 | 71                              | 67                              | 63                              | 56                              | 56                              | 70                              | 79                              | 81                              | 75                              | 70                              | 73                              | 72                              | 69.4                            |
| 出典1：China Meteorological Administration, Weather China (precipitation days 1971−2000, all-time record low |                                 |                                 |                                 |                                 |                                 |                                 |                                 |                                 |                                 |                                 |                                 |                                 |                                 |
| 出典2：中央气象台                                                                                            |                                 |                                 |                                 |                                 |                                 |                                 |                                 |                                 |                                 |                                 |                                 |                                 |                                 |

## 行政区画
下部に6鎮を管轄：
- 鎮：西林吉鎮、図強鎮、阿木爾鎮、興安鎮、北極鎮、古蓮鎮

## 林業
漠河市は体制上、西林吉林業局と一体化されており、政府と企業が統合された形式となっている。市内には3個の中央直属の林業企業：西林吉林業局、図強林業局、阿木爾林業局があり、更に古蓮河煤鉱（炭鉱）と漠河発電廠（発電所）という2個の大型企業がある。

## 交通

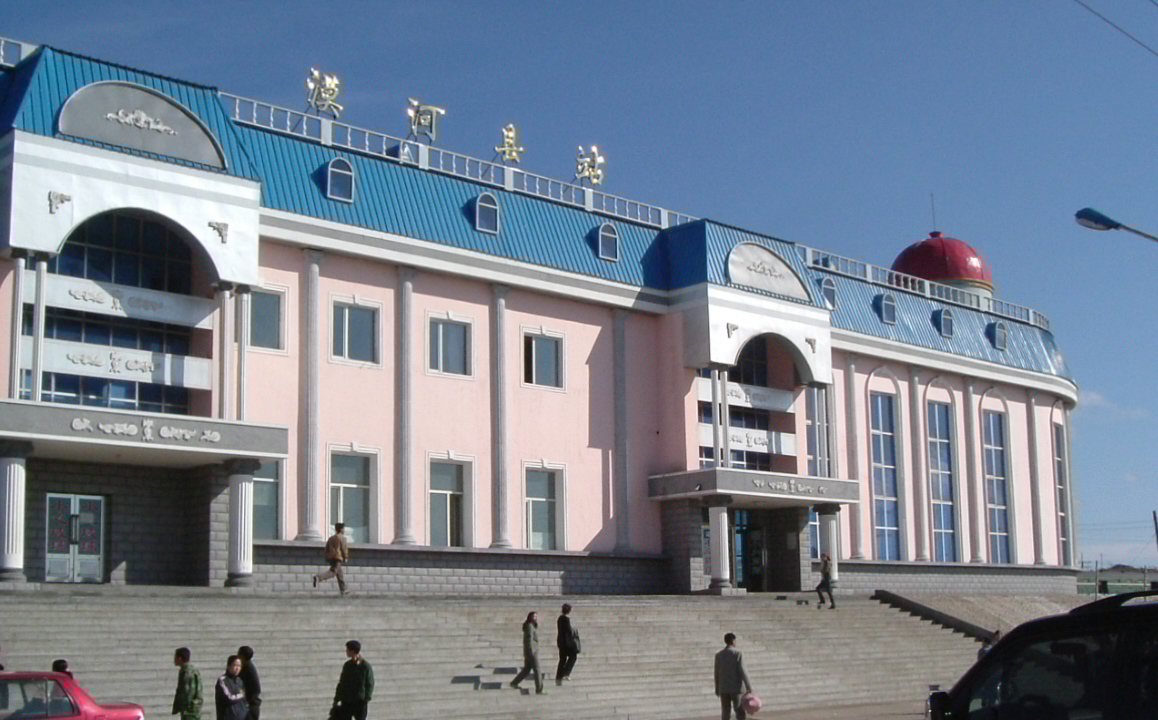
漠河駅（旧名は漠河県駅）

### 航空
- 漠河古蓮空港

### 鉄道
1972年、漠河駅への鉄道が開通した。ハルビン、チチハル、瀋陽への列車がある。
- 中国国家鉄路集団
  - 中国鉄路ハルビン局集団公司
    - 富西線（ジャグダチ方面）- 長纓駅（中国語版） - 阿木爾駅 - 朝暉駅（中国語版） - 図強駅（中国語版） - 育英駅（中国語版） - 漠河駅 - 古蓮駅（中国語版）

### 道路
- 省道
  -  207省道
  -  209省道

## 健康・医療・衛生
- 漠河市人民医院

## 出身者
- 遅子建 - 小説家